# Waisenhausstraße 22 (Mönchengladbach)

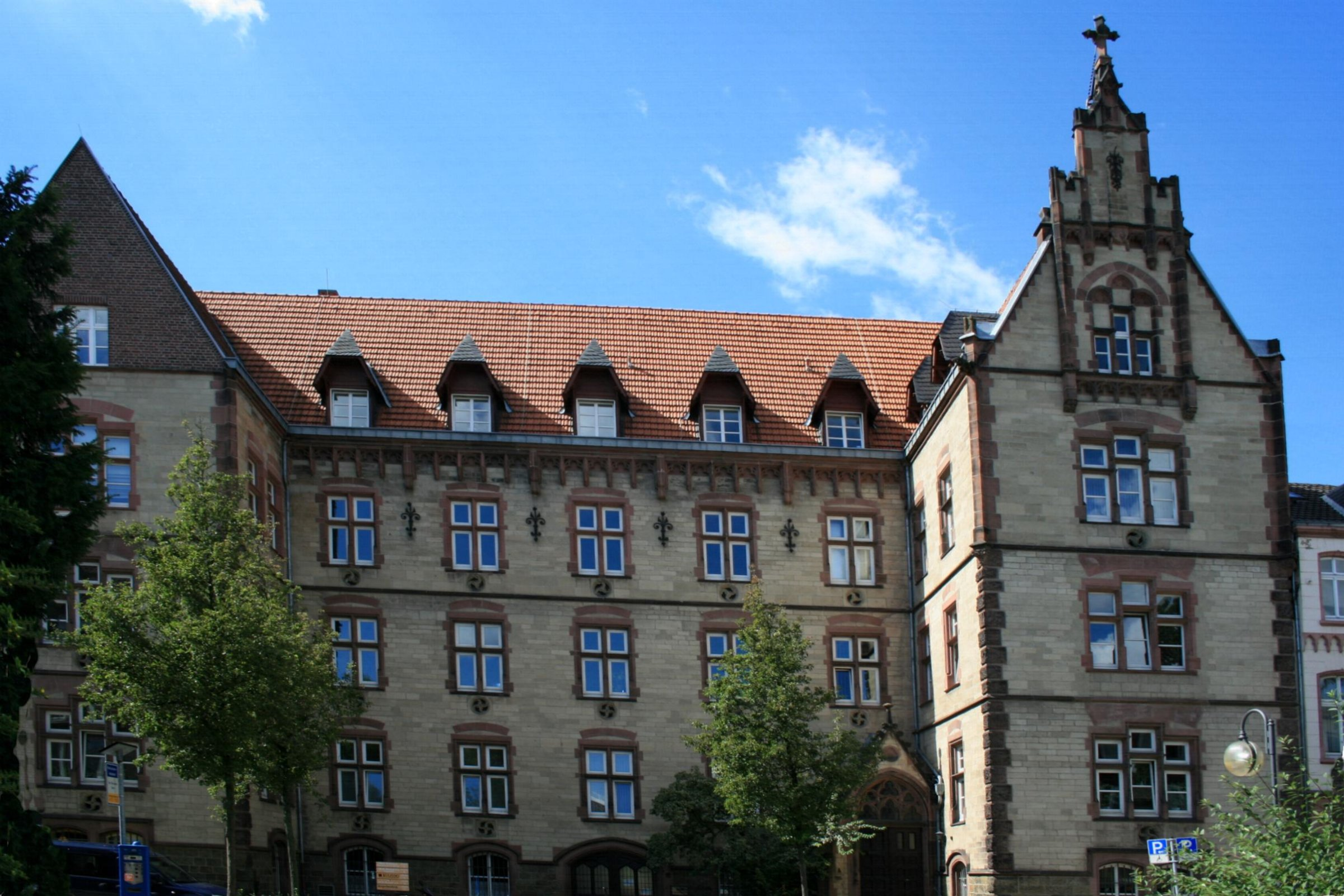
Ehem. Waisenhaus (2010)

Das Gebäude Waisenhausstraße 22 steht im Stadtteil Rheydt in Mönchengladbach (Nordrhein-Westfalen).
Das ehemalige Waisenhaus und Altersheim der katholischen Pfarrgemeinde St. Marien wurde 1899–1901 an der damaligen Kronprinzenstraße nach Plänen des Kölner Architekten Theodor Roß erbaut und am 5. Februar 1990 unter Nr. W 026 in die Denkmalliste der Stadt Mönchengladbach eingetragen.
Bei dem Gebäude handelt es sich um einen dreigeschossigen, traufständigen Bau mit fünf Achsen, der zwischen zwei senkrechten an den Giebelseiten angeschobenen, giebelständigen Querhäusern steht. Das Objekt ist ein unverzichtbarer Teil des Ensembles sowie von straßenbildprägender Architektur und deshalb als Denkmal schützenswert.
Die heutige Nutzung des Gebäudes erfolgt unter anderem durch den Katholischen Verein für soziale Dienste Rheydt e. V. (SKM).